# علبة صفيح

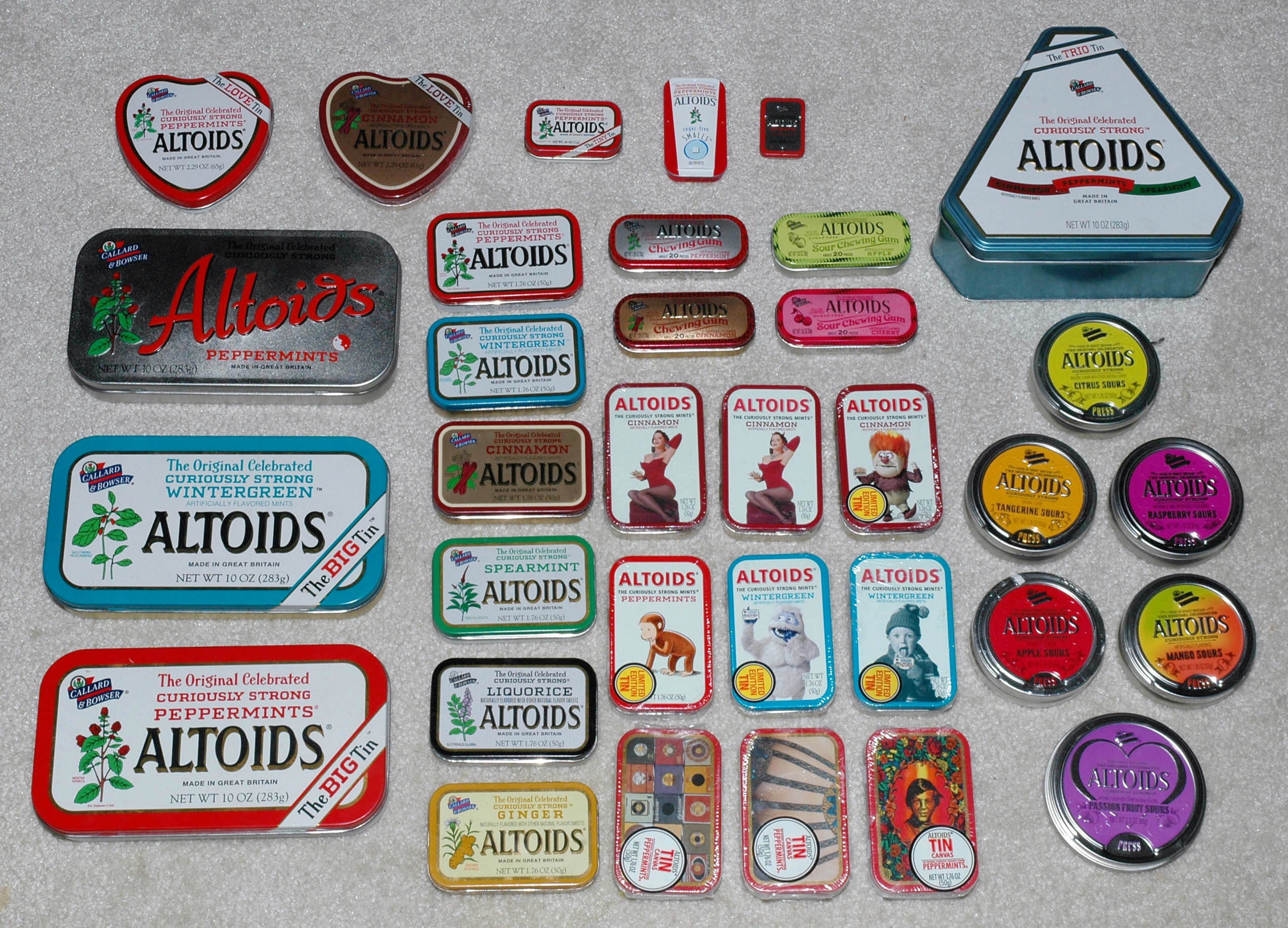
مجموعة متنوعة من علب الصفيح مع أغطية مفصلية.

علبة الصفيح هو عبارة عن وعاء من صفيح معدني. بدايةً فهو يصنع من الفولاذ مع طبقة رقيقة جدًا من القصدير.وتعد علب الصفيح قابلة لإعادة التدوير، ويتم إعادة تدوير هذه الصناديق أو العلب إلى علب أو أدوات أخرى. تحتوي العديد من صناديق الصفيح علي أغطية أو أغطية مفصلية أو أغطية قابلة للإزالة.

## معرض صور

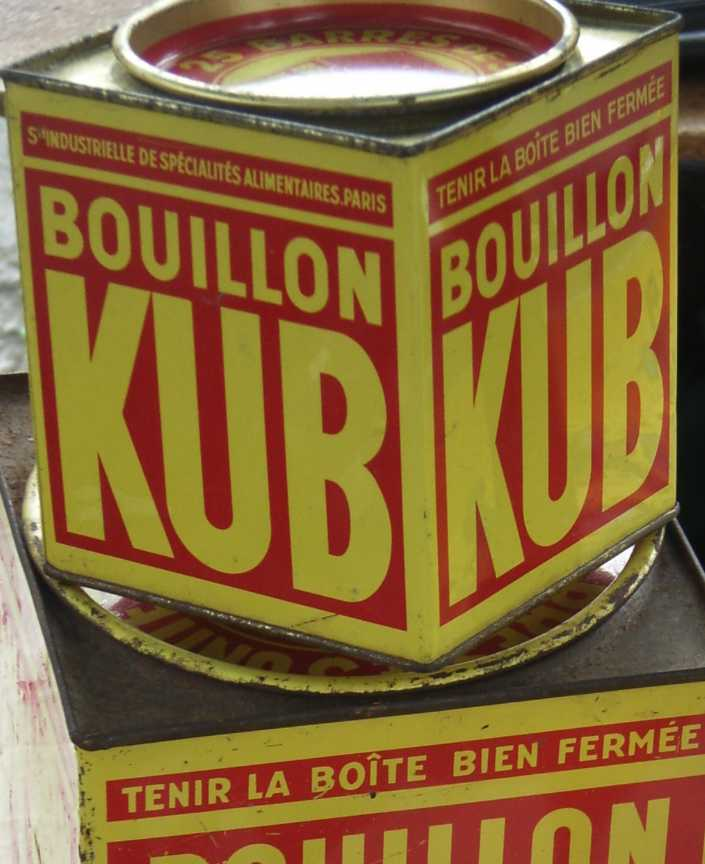
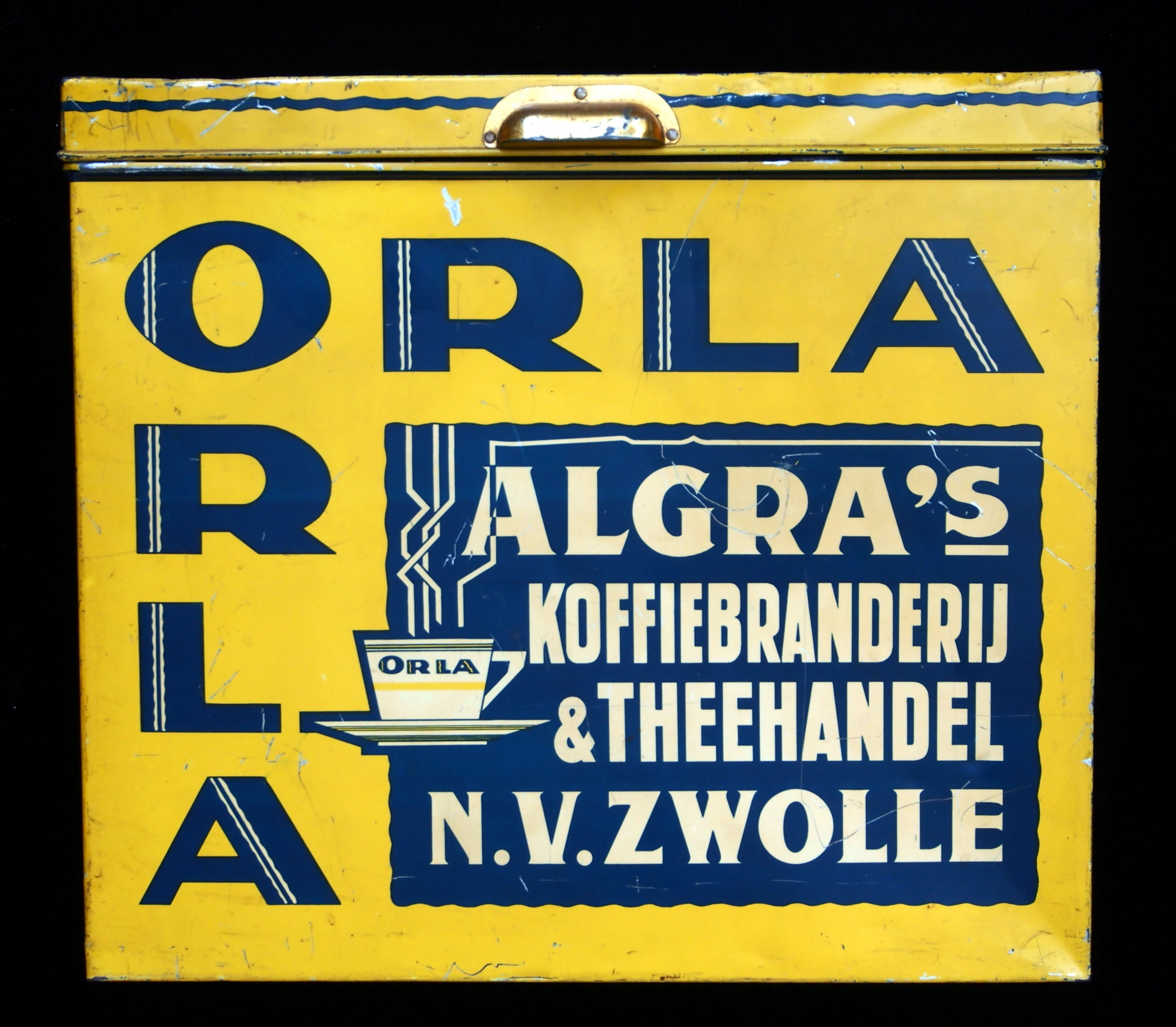
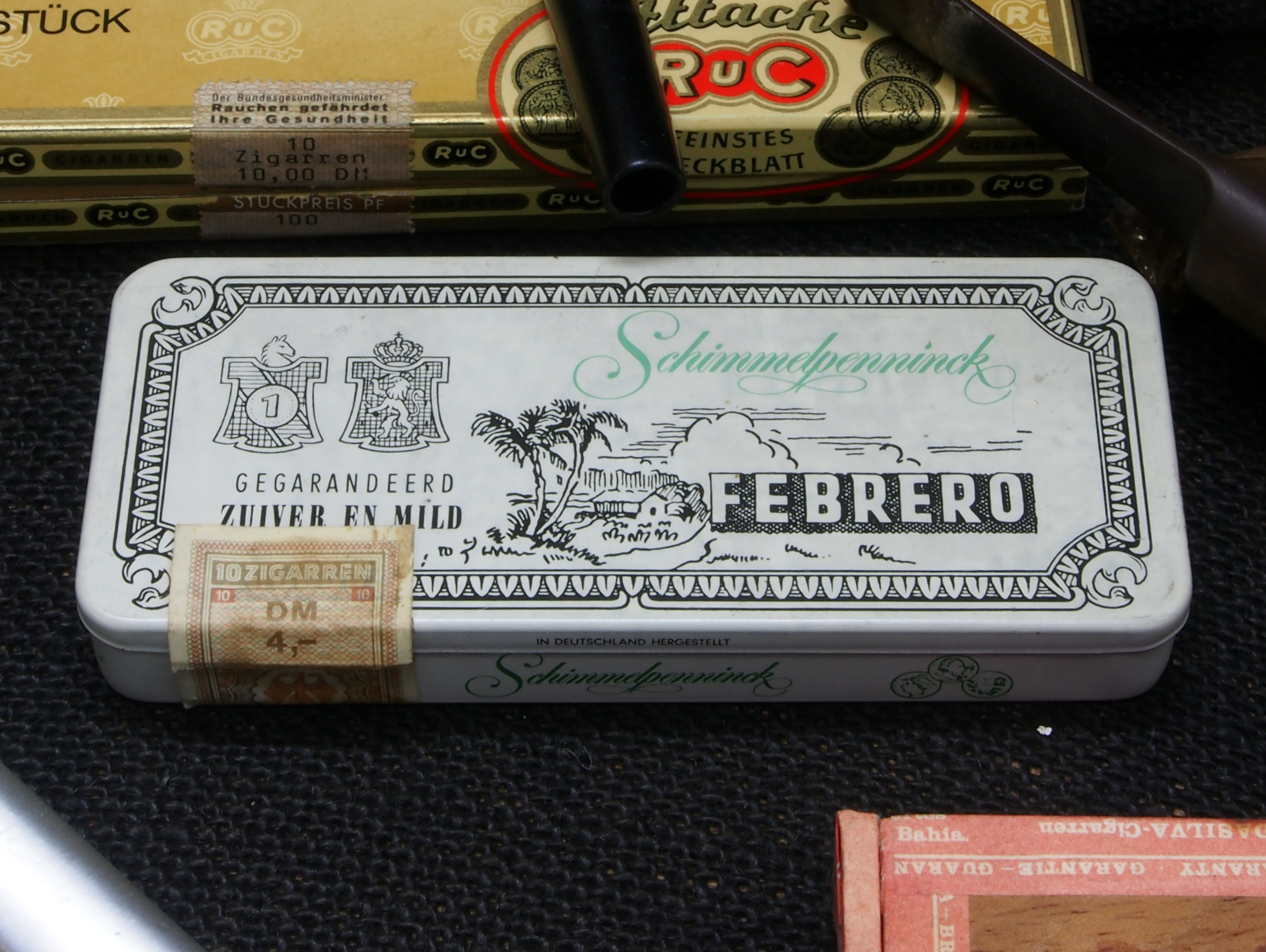
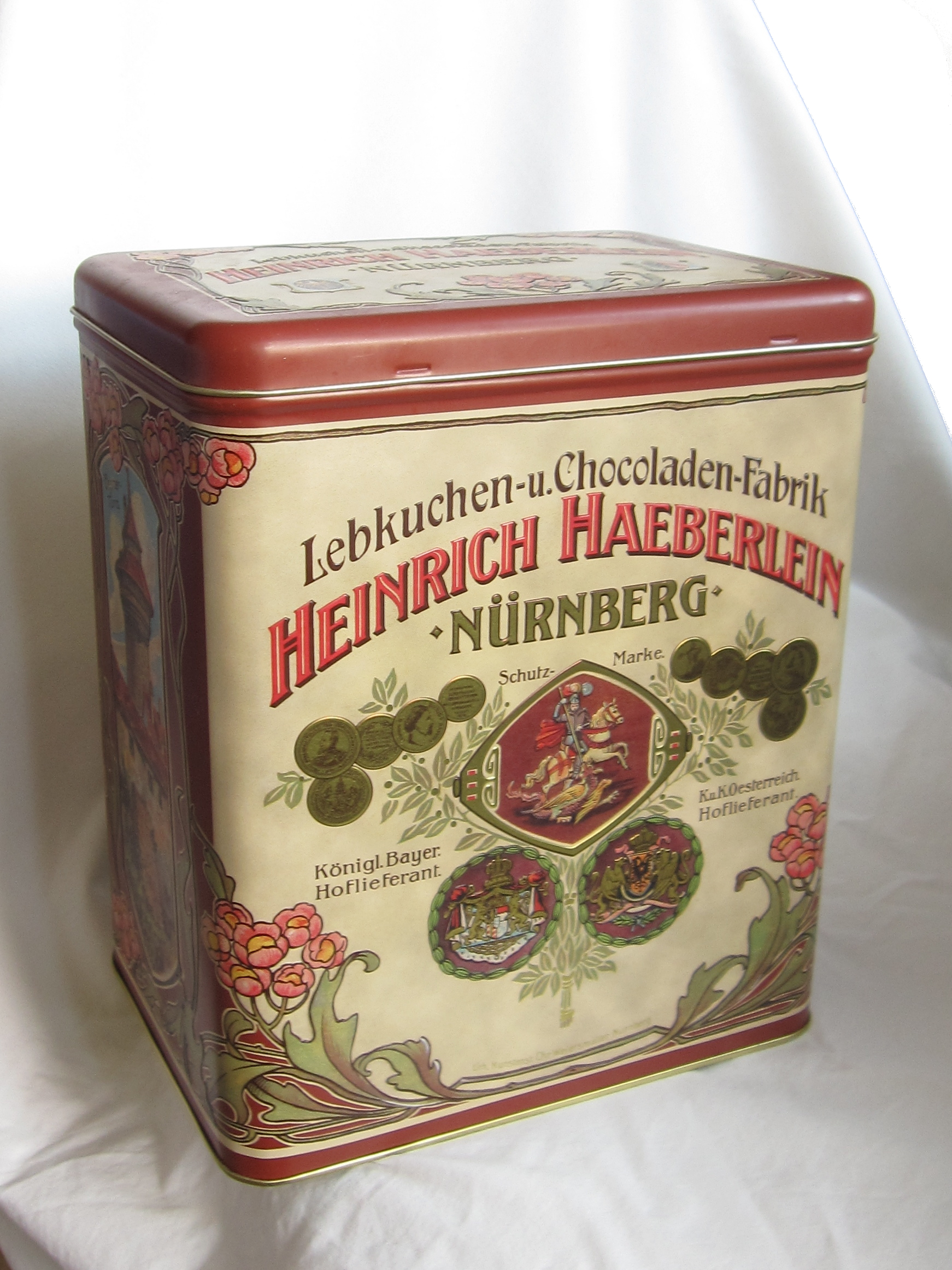
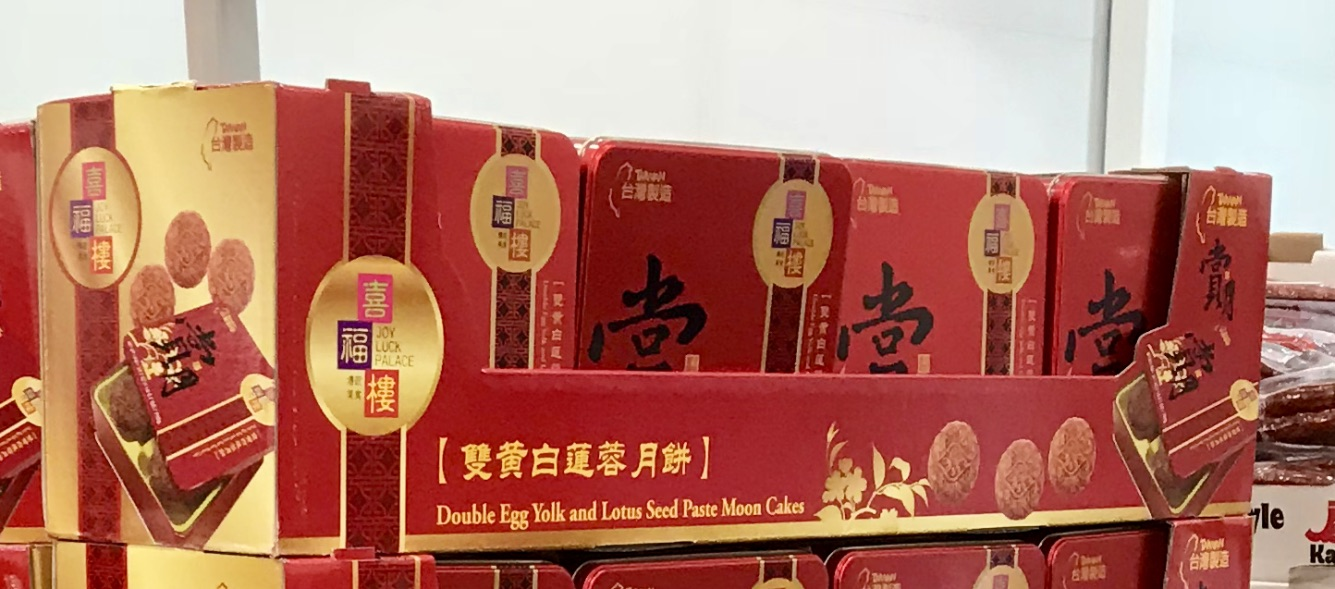